# Gorges du Taubenloch
Les gorges du Taubenloch de Bienne sont des gorges situées dans le canton de Berne, en Suisse.

## Géographie
Les gorges s’étendent sur à peu près deux kilomètres, de Frinvillier (517 m d’altitude) à Boujean (447 m d’altitude). Au plus profond des gorges coule la Suze qui prend sa source en Erguël dans le vallon de Saint-Imier, et termine sa course à travers la chaîne du Jura dans le lac de Bienne.

## Historique
Les gorges du Taubenloch, creusées au cours des millénaires par la Suze, représentent un des rares passages naturels[réf. nécessaire] entre Schaffhouse et Genève depuis le Plateau suisse vers le massif du Jura, à travers sa première chaîne montagneuse délimitant le plateau suisse du nord-ouest au sud-ouest.
Au temps des Romains déjà, la région était bien colonisée. Le grand axe routier de la Suisse depuis Rome passait par Aventicum (Avenches), Morat, Chiètres et Kallnach et se dirigeait vers Solodurum (Soleure) et Windisch, en longeant la côte est du Seeland. Une seconde route romaine traversait le  Grand Marais vers l'établissement pénitentiaire de Witzwil, entre les lacs de Neuchâtel et de Morat. Une bifurcation à la fortification romaine de Petinesca se dirigeait vers le Jura et, par delà, la Germanie, à travers les gorges du Taubenloch et passant par le col de Pierre-Pertuis et Augusta Raurica.

## Légendes
Le nom Taubenloch apparaît la première fois dans un document datant de 1532. Il y a plusieurs versions quant à sa provenance :
- il proviendrait des colombes (Taube) qui, dans le passé, faisaient leurs nids dans les gorges ;
- in écrit aussi Daubenloch, qui vient du mot Daube qui signifiait « précipice », « gouffre » ou « fossé », « tranchée » ;
- son nom proviendrait également de cette légende : un jeune homme de la région aimait une jeune fille qui était si belle et si gracieuse que tous l’appelaient « la colombe » (Taube). Les deux amoureux désiraient se marier. Mais, elle était pourchassée par le tyran de Rondchâtel, qui était aussi tombé amoureux d’elle. Pour ne pas tomber dans ses mains, elle se jeta dans les gorges et mourut. C’est en son souvenir qu’on appela ensuite les « gorges de la petite colombe » (Taubenlochschlucht).

## Chemin pédestre
La société d'exploitation des gorges du Taubenloch, société anonyme fondée spécialement dans ce but, construisit en 1889 un chemin de randonnée afin de pouvoir accéder et traverser les gorges à pied.
Depuis 1927, les gorges du Taubenloch sont en partie placées sous protection de la nature.

## Fermeture provisoire
Divers éboulements ont coupé le passage, la plupart heureusement sans faire de victimes, et les gorges ont été fermées à plusieurs reprises. Elles ont été rouvertes à la suite d'un nouveau projet de sécurisation mené, entre autres, par les autorités de la ville de Bienne.

### Transjurane A16
De nos jours le trafic automobile jouit de deux voies montantes et deux descendantes, de part et d'autre des gorges, faisant partie de l'autoroute Transjurane A16.